# 마산용마고등학교
마산용마고등학교(馬山龍馬高等學校)는 대한민국 경상남도 창원시 마산합포구 산호동에 있는 공립 고등학교이다.

## 학교 연혁
- 1921년 12월 26일 : 마산공립상업학교 인가(3년제 3학급)
- 1922년 4월 25일 : 개교(창동 사립노야학교)
- 1923년 6월 1일 : 상남동 신 교사 이전
- 1939년 3월 31일 : 5년제 10학급으로 변경
- 1941년 11월 18일 : 현 교사로 이전
- 1945년 10월 1일 : 해방 후 재 개교(4년제 8학급)
- 1946년 9월 1일 : 교명을 마산공립상업중학교로 변경
- 1949년 9월 9일 : 6년제 36학급으로 학제 변경
- 1950년 6월 2일 : 교명을 마산상업중학교로 변경
- 1951년 9월 1일 : 학제변경으로 마산상업고등학교와 마산동중으로 분리
- 1964년 7월 25일 : 종합 운동장 완공
- 1975년 12월 6일 : 도서관 홍덕관 준공
- 1992년 2월 27일 : 본관 준공
- 1996년 11월 5일 : 멀티미디어실 설치
- 1999년 2월 4일 : 후관, 서관 준공
- 2001년 3월 1일 : 교명을 마산용마고등학교로 변경(일반계 고교)
- 2002년 3월 13일 : 급식소 및 특별실 준공
- 2004년 6월 25일 : 생활관 3층 건물 완공
- 2005년 1월 3일 : 협성관(체육관) 준공
- 2012년 2월 9일 : 야구부,씨름부 실내연습장 완공
- 2020년 5월 25일 : 2020 고교학점제 대비 학교공간혁신사업 선정
- 2022년 12월 30일 : 제97회 졸업식(졸업생수 163명, 총 졸업생수 30,606명)
- 2023년 3월 1일 : 제35대 문정식 교장 취임

## 참고 자료
- 마산용마고등학교 - 한국교육학술정보원 학교알리미